# Linsangové asijští
Linsangové asijští (Prionodontidae) je malá monofyletická skupina šelem. Obsahuje pouze dva druhy jediného rodu. Dříve byli řazeni k cibetkám po bok linsanga afrického (Poiana richardsonii), který je blízce příbuzný ženetkám. Zjistilo se ale na základě studia genetického materiálu, že jejich nejbližší příbuzní jsou kočkovití (společně tvoří nadčeleď Feloidea).

## Druhy
- linsang pruhovaný (Prionodon linsang)
- linsang skvrnitý (Prionodon pardicolor)